# فلوریان استریتزل
فلوریان استریتزل (انگلیسی: Florian Stritzel؛ زادهٔ ۳۱ ژانویهٔ ۱۹۹۴) بازیکن فوتبال اهل اتریش است.
از باشگاه‌هایی که در آن بازی کرده‌است می‌توان به باشگاه فوتبال کارلسروهه اشاره کرد.
وی همچنین در تیم‌های ملی فوتبال Germany national under-16 football team، جوانان آلمان، و جوانان آلمان بازی کرده‌است.